# کاربرد (زبان)
کاربرد زبان روشی است که زبان نوشتاری و گفتاری به‌طور معمول توسط گویشوران آن به کار می‌رود. یعنی به «عادات جمعی بومیان زبان» در برابر مدل‌های نظری یا ایدئال چگونگی کاربرد یک زبان اشاره دارد. فاولر کاربرد را به عنوان «روشی که به‌طور عادی و صحیح از یک واژه یا عبارت استفاده می‌شود» و «نقاط دستوری، نحو، سبک و انتخاب واژگان» توصیف می‌کند.